# 類魂
類魂（るいこん、英語: group soul）とは、現代の心霊主義（スピリチュアリズム）における霊魂とその再生（輪廻転生）の概念のひとつで、精神的な存在の霊魂はグループに属し、人生経験を共有し霊的進化の道を進むという考え。 英語のgroup soulの訳語で、カタカナ書きでグループ・ソウルとも書かれる。超心理学・心霊研究家であったフレデリック・マイヤースの死後、霊媒ジェラルディン・カミンズが、故マイヤースによる霊界からの通信であるという一群の文章で示した霊魂論である。日本語の「類魂」は、心霊研究家の浅野和三郎がカミンズ著『永遠の大道』にあるgroup soulを「類魂」と翻訳し、現代の心霊主義においてその言葉が定着した。心霊主義で人気のある「守護霊」を説明する理論として持ち出されることもある。支持者は、数多ある転生説の間にある矛盾点を解消する理論と考えている。
マイヤースは、潜在意識とテレパシーによって心霊現象を説明しようとし、識閾下の部分（無意識）での相互のコミュニケーションが存在するに違いないと考え、テレパシーなどの研究を行った。類魂説は、マイヤースがこれらの研究を死後に深め、発展させたものであるとされている（生前から唱えていたという意見もある）。
マイヤースの生前の学説における研究だけでなく、西洋の秘教（エゾテリズム）、黄金の夜明け団など西洋魔術にも、個々の精神的存在は思念のグループを構成し、互いに影響し合うという類似の概念が見られる。それらは現代のオカルティズム・神智学等では、 Egregore（エグリゴル）、thoughtform（思念形態、想念形態）、collective group mindなどと呼ばれる。
日本では浅野和三郎により、神道にある分霊の概念による解釈がなされている。

## 概念
カミンズによるマイヤーズ通信（亡きマイヤースのメッセージとされるもの）では、自分と一心同体ともいえるほど、よく似た霊魂が霊界には複数存在し、それらをまとめて類魂と呼ぶ。趣味、性格、嗜好、見た目など、全てが一致する霊の集団で構成されており、それ以外にも（霊格にもよるが）生前に培われた経験や記憶、磨かれた才能、感情までも共有することが出来ると述べられている。心霊主義には進化論を取り入れる考えもあり、ここでいう「霊格」というのは、霊のレベル、霊の進化の程度のことを指している。人間は死と再生（再受肉）を繰り返しながら、霊的進化を目指す存在であるとされている。霊的進化の方法は、スピリティズムでは善行、近代神智学では秘教的知識、真理を学ぶことなどが推奨されている。
類魂という概念は、上記のマイヤーズ通信や、霊媒モーリス・バーバネルが交信したというシルバーバーチなどの通信霊（死者の霊といった、霊媒の通信相手）によるメッセージであるとされる霊言で述べられており、再生説と霊の進化を前提とする理論である。彼らがいうには魂というものは一つの例外もなく、ある類魂（魂のグループ）に所属しているという。類魂同士の親和性は家族以上のものであり、類魂の一人が地上で生きている間は、類魂は守護霊として当人の霊的成長を支えていることが霊言で明言されている。
心霊研究家である丹波哲郎は類魂のことを以下のように例えている。

## 起源

### 浅野和三郎による「創造的再生説」
心霊研究家である浅野和三郎は霊媒による交霊会を何度も重ねるうちに、単純な再生説にしばし疑問を抱いていた。もし招霊した霊がすでにこの世に再生していれば、招霊は不可能になるはずである。それにも関わらず、魂がすでにこの世に生まれかわって招霊出来ない霊は一人も存在しなかった。そこで統計をとってみたところ、300人以上の招霊実験で呼び出しできなかったのは2人（そのうちの1人は菅原道真）だけだった。菅原道真が招霊出来なかったのは霊格が高すぎたのが原因であると浅野は考えた。
そこで浅野和三郎は日本の神道にある分霊の概念を採用し、新しく生まれた魂は、前世の魂の分霊であり、前世の魂の未浄化な部分が第二の自我として分裂し次の魂を生むという、「創造的再生説」を1930年に心霊雑誌「心霊と人生」昭和5年6月号にて発表した。

### マイヤーズによる「類魂説」
フレデリック・マイヤースの霊界通信では、彼は死後において類魂の詳細な説明を自動書記霊媒であるジェラルディン・カミンズに送ったとしている。その内容は、マイヤーズ通信で知られる「永遠の大道」（英:The Road to Immortality、ジェラルディン・カミンズ著）にまとめられている。マイヤースによる類魂説は、シルバーバーチなど他の霊界通信でも繰り返されている。

## 類魂の構造
類魂はリーダー格である本霊を中心に、数十から数千にもおよぶ分霊が集まっているとされる。分霊である魂が死後、ある一定の期間をすぎると、類魂と魂を一つにし、類魂との共同生活が始まるという。類魂の中に魂を溶け込んでもその霊魂としての個性は残り、消滅することはないという。類魂は全てが自分であるといわれる。本霊と分霊達の意識は二つあり、一つは類魂による大きな意識体で、これは類魂全員がもつ共通した意識である。そしてもう一つはその霊の個性としての意識があるとされる。

### 本霊
類魂のリーダー的な役割をはたす霊。分霊よりも高度な霊であり、この本霊から分霊へと生命を吹き込んで多数の魂を養っているとされる。中心霊とも。マイヤーズ霊によれば、本霊が存在するのは神が存在するとされる最高界である第七界より一つ下の、第六界「光明界」だという。

### 分霊
分霊が死亡し、魂が類魂の中に溶け込むと、分霊が生前に体験した記憶や経験がグループ全体で共有されるとされる。なお、マイヤーズ霊によれば、分霊が類魂の存在を知るのは第四界の「色彩界」からだという。さらに上の界である第五界に上ると類魂の目的を知るとされる。
また、分霊の霊格は同一とする説と、それぞれ違いがあるという説がある。

## 守護霊説
類魂説では、守護霊は特別な場合をのぞき、同じ類魂から選ばれるとされる。

## 類魂と再生
類魂説では、生まれ変わりが必要な時期になれば、本霊から分霊に再び地上に生まれ変わるように促されるという。といっても強制的に再生させられるのではなく、再生するかどうかの選択は本人にさせるとされる。また、概要の項で述べたとおり、再生する前は類魂としての経験があり、幼少時から様々な才能を見せる人間は類魂の経験が豊富だからであるといわれる。
再生には主に全再生と部分再生があり、霊的な成長に応じて全再生か部分再生に分けられるとされる。全再生とは、まだ魂として未熟な霊が個性を保ったまま、地上に生まれてくることである。全再生する回数は多くても8回ほどで、大抵の場合は4回ほどで人間生活を卒業するといわれる。一方、部分再生とは、魂が十分に成長し物質的な執着がなくなり、霊性が十分に発達した霊がカルマのパターンを若い類魂に託して、自身は守護霊として当人の成長を見守ることをいう。
また、シルバーバーチは再生の問題を『再生の原理を全面的に理解するには大変な年月と体験が必要です』とも語っており、再生の問題を理解するには、霊界において相当な年月と経験が必要であるとされている。

## 双子霊
ごく稀にだが、2つ以上の分霊が同時に肉体に宿るときがあるという。この場合をツインソウルもしくは双子霊とよぶ。双子霊は同じ星に生まれる場合もあるが、別々の星で誕生する場合もあるという。元が同じ霊なので（肉体的な違いはあるが）趣味や霊性がぴたりと一致し、ごくごく稀だが地上で出会う幸運に巡り会えば、それは正に地上で天国にいるような感覚になり、その後も二人一緒に霊的進化を続けるという。スピリチュアルカウンセラーの江原啓之によればノーベル物理学賞を受賞したキュリー夫妻は双子霊だという（マリー・キュリーは心霊現象研究協会（通称SPR）のメンバーでもある）。（参考：ソウルメイト）

## 動物霊と類魂
動物霊にも類魂は存在するが、動物霊は人間の類魂と違い、類魂の中にいったん溶け込むと個の霊としての意識がなくなり、類魂としての意識のみ残るとされる。個の意識は消失するが、ペットとして飼われていた動物へ注いだ愛情は類魂全体に貢献し、より霊的な進化を促すという。また、類魂と魂を一つにした動物霊たちが引き続き、動物界で暮らすかは不明であるという。